# Sénéchal
Pour les articles homonymes, voir Sénéchal (homonymie).

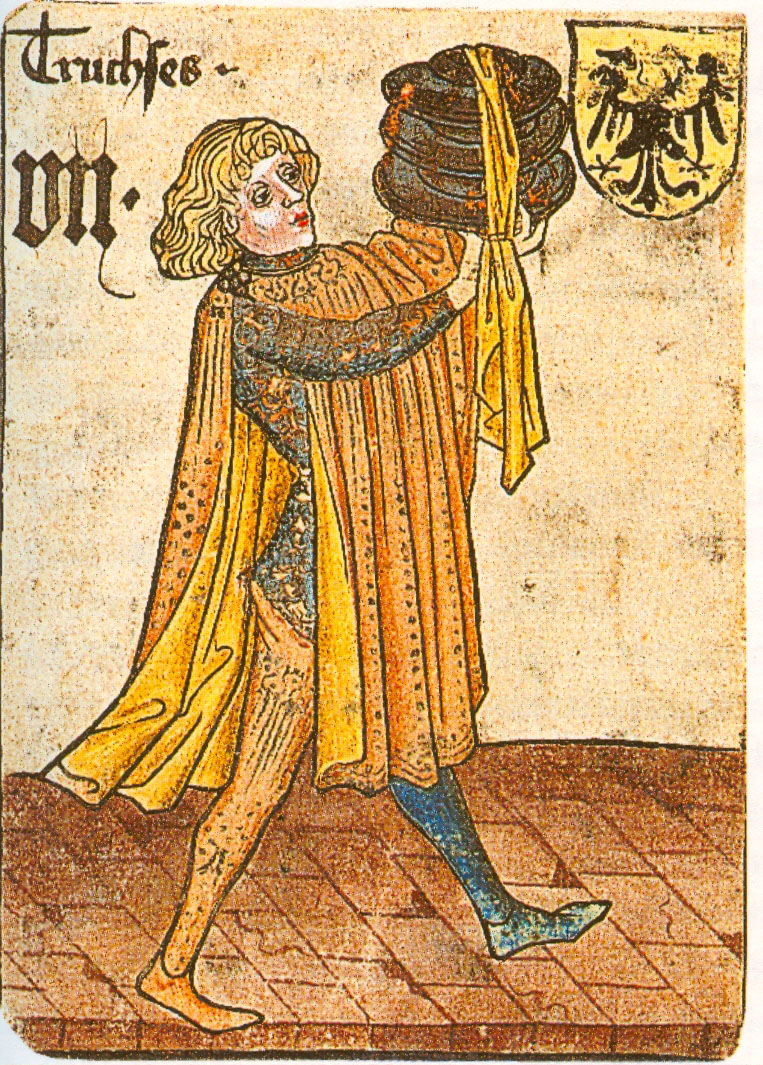
Sénéchal en Allemagne.

Un sénéchal est un officier au service d'un roi, prince ou seigneur temporel. Il peut être aussi, comme dans le Saint-Empire romain germanique, au service d'une abbaye, souvent immédiate, où cette fonction devient un titre honorifique héréditaire par la suite.
Il existait plusieurs rangs de sénéchaux, sans lien juridique entre eux, dans les institutions féodales européennes d'origine médiévale.

## Étymologie
Le mot sénéchal est issu du  vieux bas francique *siniskalk, lui-même du germanique commun *siniskalka, sur sini- « âgé » et skalk « serviteur », d'où le sens de « doyen des serviteurs, serviteur le plus âgé ». Il est attesté par les latinisations médiévales siniscalcus, senescalcus (VIIe siècle dans Nierm. et Scoones, p. 71). Il est attesté en français pour la première fois dans un texte de la fin du XIe siècle au sens de « grand officier attaché à l'hôtel du roi ou d'un seigneur, et qui a des attributions militaires, financières et judiciaires » (Raschi, Gl., éd. A. Darmesteter et D. S. Blondheim, t. 1, 942) et en 1113 (Philippe de Thaon, Comput, éd. I. Short, 11); puis vers 1135 au sens de « serviteur de la table du roi » (Couronnement Louis, éd. Y. G. Lepage, réd. AB, 665).

## Sénéchal au service d'un souverain
La position de sénéchal existait dans la plupart des cours royales ou princières médiévales d'Europe de l'Ouest. Selon les régions ou les pays, le rôle du sénéchal était différent.

### En Angleterre
Un officier royal appelé discifer ou dapifer en latin et discthegn ou discthen en vieil anglais officie à la cour des rois anglo-saxons. Ces termes sont parfois traduits par « sénéchal », même si ce mot n'apparaît qu'après la conquête normande de l'Angleterre

### En Navarre

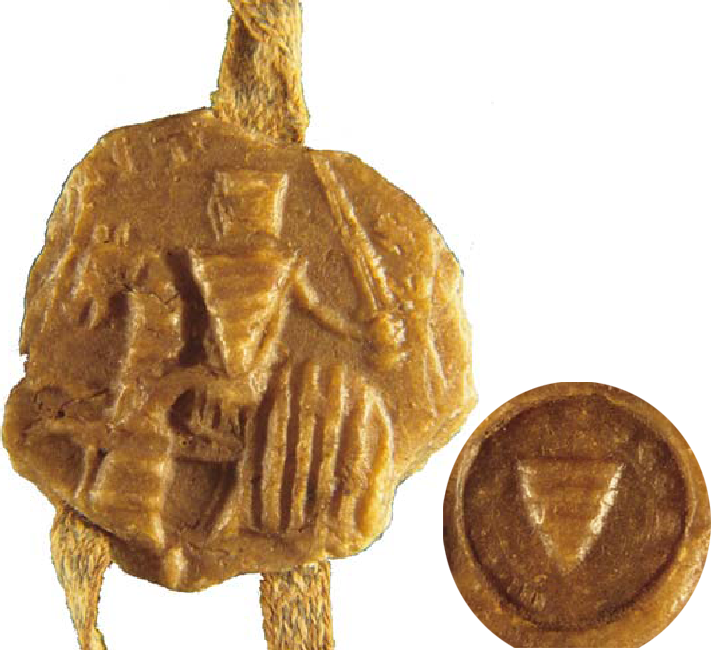
Sceau de Geoffroy de Bourlémont, sénéchal de Navarre.

Les comtes de Champagne, rois de Navarre avaient à leur cour un sénéchal.

### En Europe centrale et orientale
Le titre correspondant dans les cours de l'Europe de l'Est est celui de stolnic, ou stolnik en Russie, tiré du mot stol (table), qui est réservé à de grandes familles au fil du temps.

### Dans le Saint Empire
Souvent traduit en vieux haut-allemand de Truchsess, c'est le premier officier de table dans une cour médiévale. Cette fonction est de plus en plus accaparée par de grandes familles influentes. Les abbayes immédiates ont aussi leurs sénéchaux, faisant fonction de chancelier au début.
Depuis le couronnement d'Othon Ier, c'est un sénéchal qui présente la première clef à l'empereur, pendant la cérémonie.

### Sénéchal de France
L'office de sénéchal de France était entre les Xe et XIIe siècles le premier des grands offices de la couronne de France. Sa charge fut supprimée par Philippe Auguste en 1191.

## Sénéchal judiciaire (en France)
Les baillis (Nord de la France) ou sénéchaux (Sud de la France) étaient des officiers locaux de l'administration royale. Ils étaient nommés, gagés et pouvaient être révoqués par le roi qui leur conférait des attributions administratives, judiciaires et financières. La fonction de bailli est encadrée en 1190 lors de la promulgation d'une ordonnance royale par Philippe Auguste. Cette ordonnance les charge d'encadrer, surveiller les officiers d'échelons inférieurs (comme les prévôts, ou certains vicomtes), de faire connaître à la population les ordonnances et édits royaux et de juger les décisions en appel (lorsque le tribunal local ne rend pas une décision qui convient à chaque partie ou que cette décision ne respecte pas le droit) lors d'assises mensuelles.
Les sénéchaux faisant office de bailli virent leur importance décroître à partir du XVe siècle puis devinrent des officiers quasi honorifiques à partir du XVIIe siècle.
Mais dans certaines régions, comme le Bas-Poitou, ils conservent de réels pouvoirs jusqu'à la Révolution.

## Sénéchal au service d'un prince
En France, certaines grandes principautés (duchés et comtés suzerains) avaient des sénéchaux, chefs de la justice dans ces grands ensembles féodaux. Leurs fonctions ont également été réduites au fur et à mesure que le pouvoir royal français accroissait son autorité dans les provinces réunies au domaine royal.
- Sénéchaux de l'Agenais
- Sénéchaux de l'Anjou
- Sénéchaux de l'Armagnac
- Sénéchal de Bourgogne
- Sénéchal de Champagne
- Sénéchaux de Flandre
- Sénéchaux de Guyenne
- Sénéchaux des Landes
- Sénéchal de Normandie
- Sénéchal de Saintonge

## Sénéchal au service d'un seigneur temporel
Dans le système féodal français, un sénéchal était un officier d'un seigneur (titré ou non) chargé de la justice seigneuriale (haute, moyenne ou basse) et présidait habituellement les plaids de la seigneurie, cour se réunissant régulièrement pour régler les litiges survenus dans le ressort de la seigneurie, privée ou royale. Ce système a été aboli en 1789 en France mais s'est maintenu partiellement à Jersey et à Guernesey, et surtout à Sercq, où le sénéchal nommé par le seigneur héréditaire est membre de droit de l'assemblée représentative de l'île (réforme de 2008).

### Sénéchaux de fiction
- Keu, sénéchal du roi Arthur, (toute la littérature arthurienne).
- Le sénéchal traitre de Guillaume de Dole dans le Roman de la rose de Jean Renart, XIIIe siècle.
- Aguingueron, sénéchal de Clamadieu, le Conte du Graal, Chrétien de Troyes, XIIIe siècle.
- Dans la bande-dessinée Cubitus, créée par Dupa en 1968, le personnage du chat, son ennemi juré, se prénomme Sénéchal.
- Haut-sénéchal Helbrecht dans Warhammer 40,000, jeu de figurines produit depuis 1987.
- Varel, sénéchal de Fort Bastel dans le jeu vidéo de rôle Dragon Age : Origins Awakening, de la série Dragon Age, sorti en 2010.
- Xin Zhao, sénéchal de Demacia dans League of Legends, sorti en 2009.
- Dans le jeu vidéo Dragon's Dogma sorti en 2012, le "dieu" qui fait apparaître les dragons (comme Grigori[4]) dans les différents mondes est appelé Le Sénéchal.

## Autres
Les élèves de classe préparatoire à l'École nationale des chartes du Lycée Pierre-de-Fermat (Toulouse) désignent chaque année parmi eux un sénéchal, qui a pour fonction d'organiser la vie de classe. Le titre est repris en référence à l'ancienne charge médiévale, comme les autres charges que se donnent les élèves.
Les élèves-officiers de l'Ecole des officiers de la gendarmerie nationale désignent chaque année un Sénéchal. Elu par ses pairs, il devient responsable de la vie promotion ainsi que de la transmission des traditions militaires. 
Lors de la deuxième année de scolarité, le Sénéchal devient Grand Prévôt.